# Croton perlongiflorus
Espèce
Croton perlongiflorus est une espèce de plantes à fleurs du genre Croton et de la famille des Euphorbiaceae, présente au Pérou.